# Первомайський район (АР Крим)
Первома́йський райо́н (до 1944 — Лариндорфський; крим. Curçı rayonı) — колишній район у північно-західній частині Криму, зараз у складі Курманського району. Адміністративний центр — Первомайське. Населення становить 35 641 жителів (на 1.08.2012).

## Загальні відомості
Первомайський район розташований в північно-західній частині Криму межує з Перекопським, Джанкойським, Курманським, Сакським і Роздольненським районами.
Відноситься до степового агрокліматичного району, який характеризується як посушливий із помірно-м'яким і жарким літом. Річок і озер немає. Дніпровська вода прийшла в район 1966 року. Територією району проходить ділянка сполучного каналу завдовжки 41 км з 5 потужними насосними станціями, що подає воду в Міжгірське водосховище. Зрошування 40,2 тис. га поливних земель сільгосппідприємств забезпечується 35 насосними станціями.
Територія району 1,47 тис. км² — 5,2 % територій Автономної Республіки Крим. Район сільськогосподарського напряму. Виробляє зерно, овочі, м'ясо, молоко, фрукти і виноград.
У районі 42 населені пункти, в них проживає 35,6 тис. осіб: українці, росіяни, кримські татари, білоруси, естонці, чехи, вірмени та інші національності. У складі районного, селищного і 16 сільських рад 312 депутати.
Адміністративний центр району — смт. Первомайське (колишня його назва до 1944 року Джурчи), розиашоване за 97 км від м. Сімферополя (автошлях Н05) і 25 км від найближчої залізничної станції Воїнка.

## Історія
Перша письмова згадка про с. Джурчи зроблене в «Камеральному описі Криму 1784 р.» у відомості станом на 17 грудня 1783 року. У нинішніх межах район був утворений 1935 року і називався Лариндорфським. Перейменування проведене 1944 року.
1954 року у складі Кримської області був приєднаний до Української РСР. З 1991 року - у складі незалежної України.
З 2001 року в районі активно ведуться роботи з газифікації. На блакитне паливо переведені усі котельні соціально-побутової сфери, проведений газ у с. Правда і с. Калініне активно будується газогін до села Гришине.
У березні 2014 року район анексований Російською Федерацією.

## Соціальна сфера
Велика увага приділяється підростаючому поколінню. Збережена мережа загальноосвітніх шкіл, працюють музична і спортивні школи, Центр дитячої творчості, що має свої філії в селах.
Культурно—просвітницьке обслуговування здійснюють 27 клубних установ, 29 бібліотек, об'єднаних у районну централізовану систему. Працюють колективи художньої самодіяльності, серед яких 5 народних.
Медичну допомогу населенню надає центральна районна лікарня на 170 койко-місць, районна поліклініка на 300 відвідувань, 8 лікарських амбулаторій і 29 ФАПів.
Зареєстровано 67 організацій політичних партій, 22 громадських організації, і 36 релігійних громад. Зв'язок із громадськістю здійснюється через районну газету «Вперед» і місцеву телекомпанію «Свобода».

## Адміністративний устрій
Район адміністративно-територіально поділяється на 1 селищну раду і 16 сільських рад, які підпорядковані Первомайській районній раді та об'єднують 42 населених пунктів.
У 1968 р. зняте з обліку село Авроровка.

## Населення
Розподіл населення за віком та статтю (2001)
| Стать | Всього | До 15 років | 15-24 | 25-44 | 45-64 | 65-85 | Понад 85 |
| --- | ------ | ----------- | ----- | ----- | ----- | ----- | -------- |
| Чоловіки | 19 205 | 4094        | 3263  | 5731  | 4496  | 1584  | 37       |
| Жінки | 21 161 | 3902        | 3204  | 5821  | 5257  | 2812  | 165      |
| \| Статево-вікова піраміда \| Статево-вікова піраміда \| Статево-вікова піраміда \| \| ----------------------- \| ----------------------- \| ----------------------- \| \| Чоловіки \| Вік \| Жінки \| \| 37 \| 85 + \| 165 \| \| 72 \| 80-84 \| 223 \| \| 238 \| 75-79 \| 620 \| \| 574 \| 70-74 \| 947 \| \| 700 \| 65-69 \| 1022 \| \| 1194 \| 60-64 \| 1527 \| \| 659 \| 55-59 \| 931 \| \| 1168 \| 50-54 \| 1228 \| \| 1475 \| 45-49 \| 1571 \| \| 1630 \| 40-44 \| 1719 \| \| 1485 \| 35-39 \| 1458 \| \| 1328 \| 30-34 \| 1350 \| \| 1288 \| 25-29 \| 1294 \| \| 1509 \| 20-24 \| 1420 \| \| 1754 \| 15-20 \| 1784 \| \| 1815 \| 10-14 \| 1752 \| \| 1327 \| 5-9 \| 1227 \| \| 952 \| 0-4 \| 923 \| |        |             |       |       |       |       |          |
| Статево-вікова піраміда |        |             |       |       |       |       |          |
| Чоловіки | Вік    | Жінки       |       |       |       |       |          |
| 37 | 85 +   | 165         |       |       |       |       |          |
| 72 | 80-84  | 223         |       |       |       |       |          |
| 238 | 75-79  | 620         |       |       |       |       |          |
| 574 | 70-74  | 947         |       |       |       |       |          |
| 700 | 65-69  | 1022        |       |       |       |       |          |
| 1194 | 60-64  | 1527        |       |       |       |       |          |
| 659 | 55-59  | 931         |       |       |       |       |          |
| 1168 | 50-54  | 1228        |       |       |       |       |          |
| 1475 | 45-49  | 1571        |       |       |       |       |          |
| 1630 | 40-44  | 1719        |       |       |       |       |          |
| 1485 | 35-39  | 1458        |       |       |       |       |          |
| 1328 | 30-34  | 1350        |       |       |       |       |          |
| 1288 | 25-29  | 1294        |       |       |       |       |          |
| 1509 | 20-24  | 1420        |       |       |       |       |          |
| 1754 | 15-20  | 1784        |       |       |       |       |          |
| 1815 | 10-14  | 1752        |       |       |       |       |          |
| 1327 | 5-9    | 1227        |       |       |       |       |          |
| 952 | 0-4    | 923         |       |       |       |       |          |

Національний склад населення району за переписом 2001 р.
|                 | 2001        | 2001      |
|                 | чисельність | частка, % |
| --------------- | ----------- | --------- |
| українці        | 15 317      | 37,9      |
| росіяни         | 14 155      | 35,1      |
| кримські татари | 8 693       | 21,5      |
| білоруси        | 696         | 1,7       |
| татари          | 279         | 0,7       |
| вірмени         | 108         | 0,3       |
| молдовани       | 106         | 0,3       |
| поляки          | 101         | 0,3       |
| узбеки          | 101         | 0,3       |

Етномовний склад району (рідні мови населення за переписом 2001 р.)
|                        | російська | кримсько татарська | українська | білоруська | вірменська | молдовська |
| Первомайський район    | 58,4      | 19,9               | 19,3       | 0,5        | 0,1        | 0,1        |
| ---------------------- | --------- | ------------------ | ---------- | ---------- | ---------- | ---------- |
| смт Первомайське       | 76,0      | 9,5                | 12,2       | 0,1        | 0,1        |            |
| Олексіївська сільрада  | 52,7      | 25,9               | 19,2       | 0,6        |            | 0,2        |
| Абрикосівська сільрада | 50,4      | 17,7               | 29,8       | 0,8        | 0,2        | 0,5        |
| Войковська сільрада    | 50,3      | 35,1               | 13,1       | 0,6        | 0,1        |            |
| Гвардійська сільрада   | 60,5      | 20,6               | 17,6       | 0,3        |            | 0,1        |
| Гришинська сільрада    | 62,9      | 18,3               | 17,2       | 0,4        |            |            |
| Ккалінінська сільрада  | 53,7      | 16,0               | 28,9       | 0,5        | 0,2        |            |
| Кормівська сільрада    | 62,9      | 17,2               | 17,3       | 1,2        | 0,2        | 0,1        |
| Крестянівська сільрада | 43,7      | 25,8               | 27,6       | 0,1        | 0,1        | 0,5        |
| Октябрська сільрада    | 52,9      | 28,6               | 17,7       | 0,2        | 0,2        | 0,1        |
| Островська сільрада    | 44,6      | 22,9               | 29,9       | 2,0        |            |            |
| Правдівська сільрада   | 59,5      | 12,1               | 27,0       | 0,1        |            |            |
| Стаханівська сільрада  | 77,2      | 3,7                | 17,7       | 0,2        |            | 0,1        |
| Степнівська сільрада   | 47,9      | 21,7               | 28,6       | 0,7        | 0,1        | 0,5        |
| Сусанінська сільрада   | 54,7      | 24,3               | 18,5       | 0,8        | 1,3        |            |
| Сарибашівська сільрада | 13,1      | 77,9               | 7,4        |            |            |            |
| Черновська сільрада    | 46,2      | 18,6               | 21,6       | 0,2        | 0,1        |            |

## Пам'ятки
У Первомайському районі Криму нараховується 22 пам'ятки історії, всі — місцевого значення.